# Brabants katholiek offensief in de Verenigde Staten

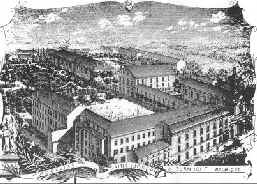
Het Sint-Jozefcollege van de Jezuïeten te Turnhout, opgericht 1845

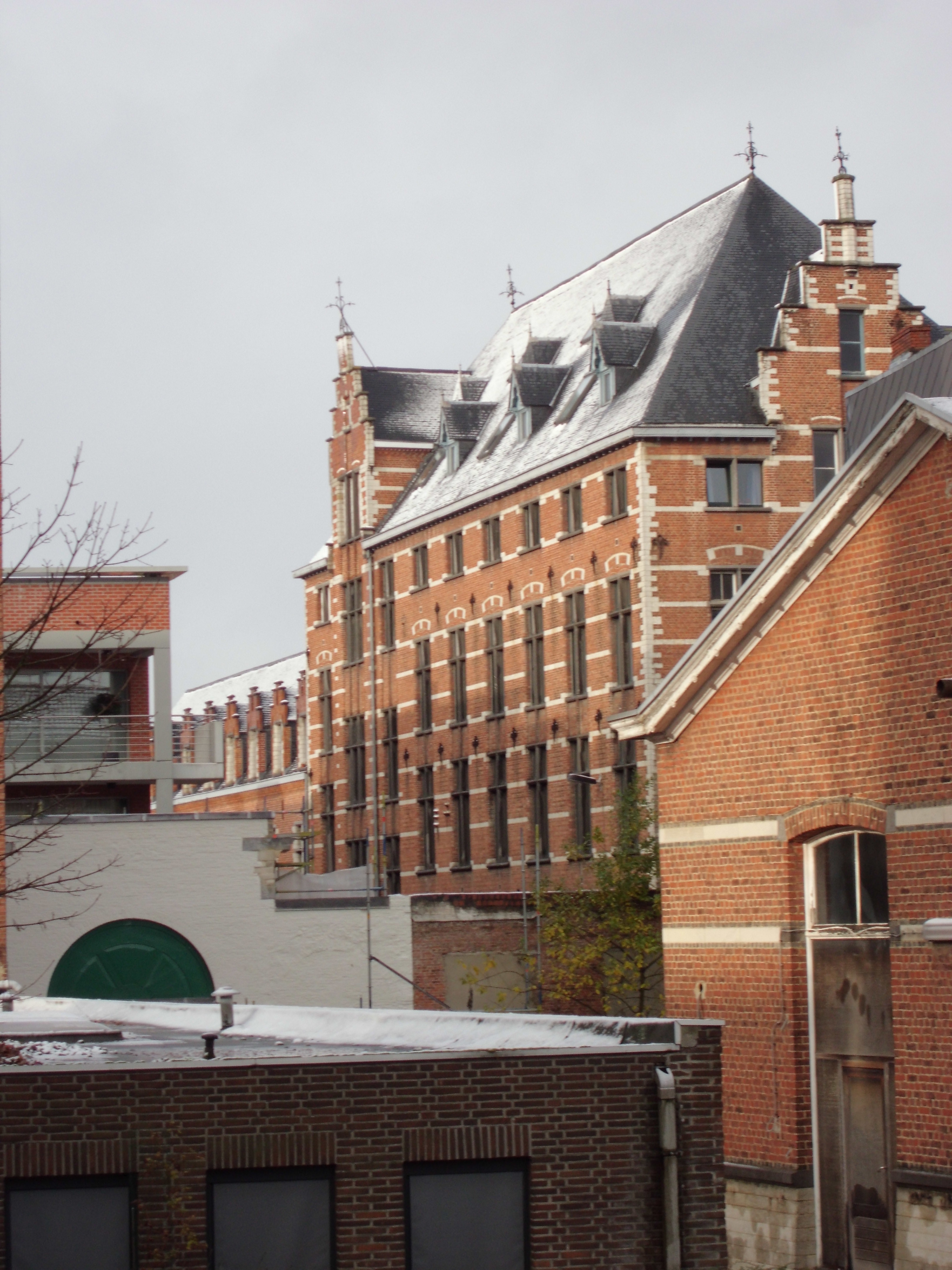
Het Amerikaans College te Leuven, opgericht 1857

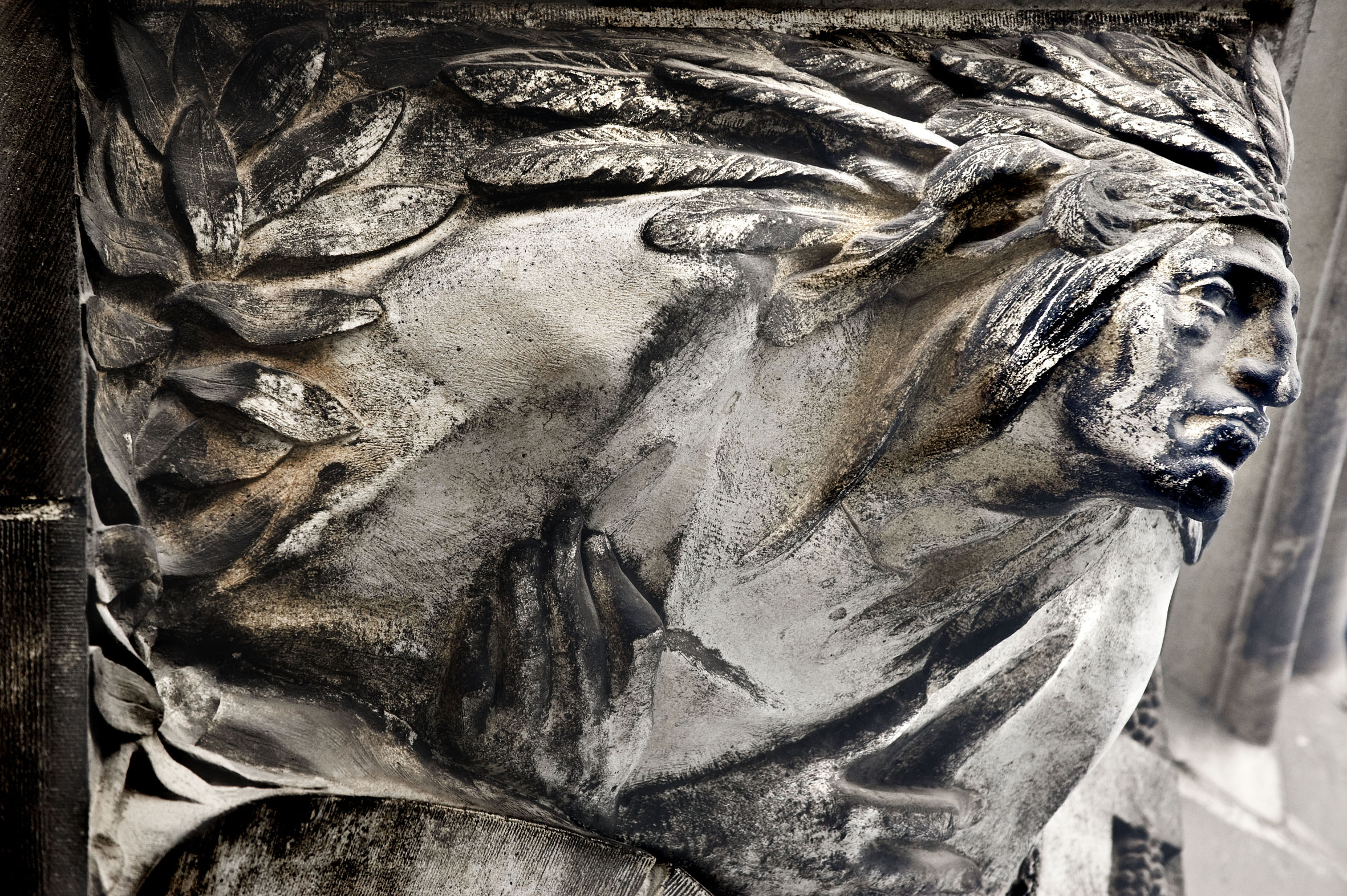
Beeldhouwwerk van een Noord-Amerikaans stamhoofd verwerkt in de gevel van het Amerikaans College

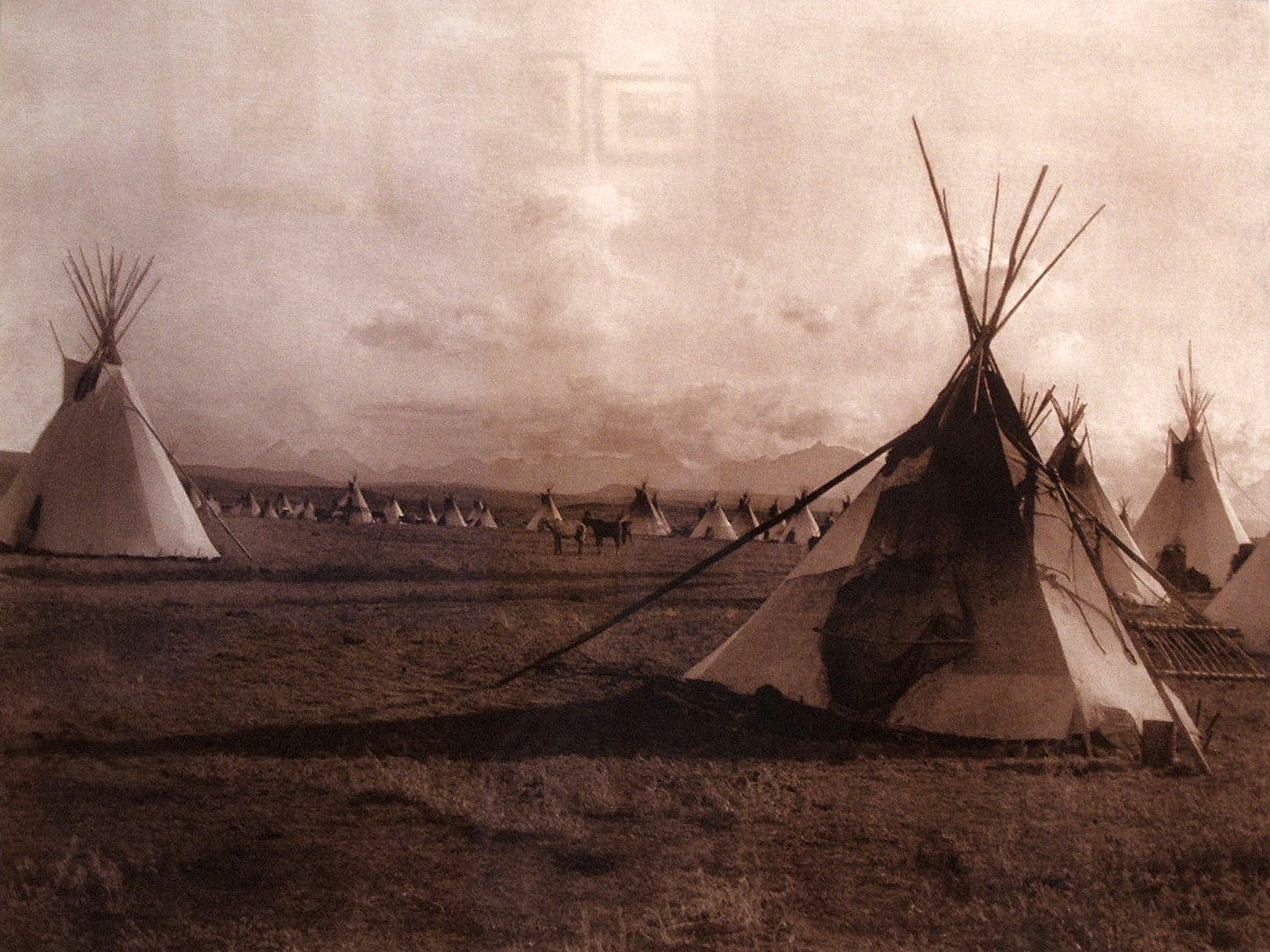
Tipi's van de Native-American Blackfoot, 1900

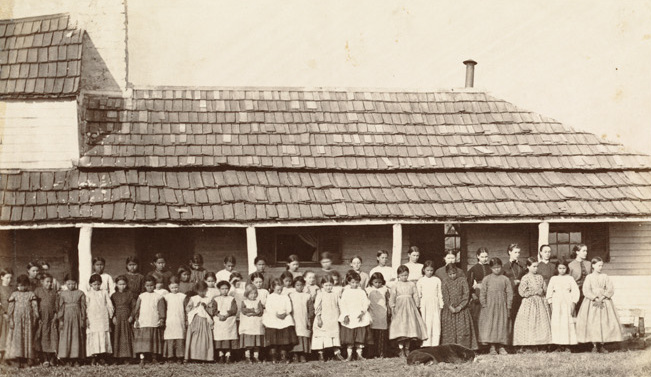
Potawatomi-weesmeisjes op de missiepost Saint Mary, Kansas, 1867

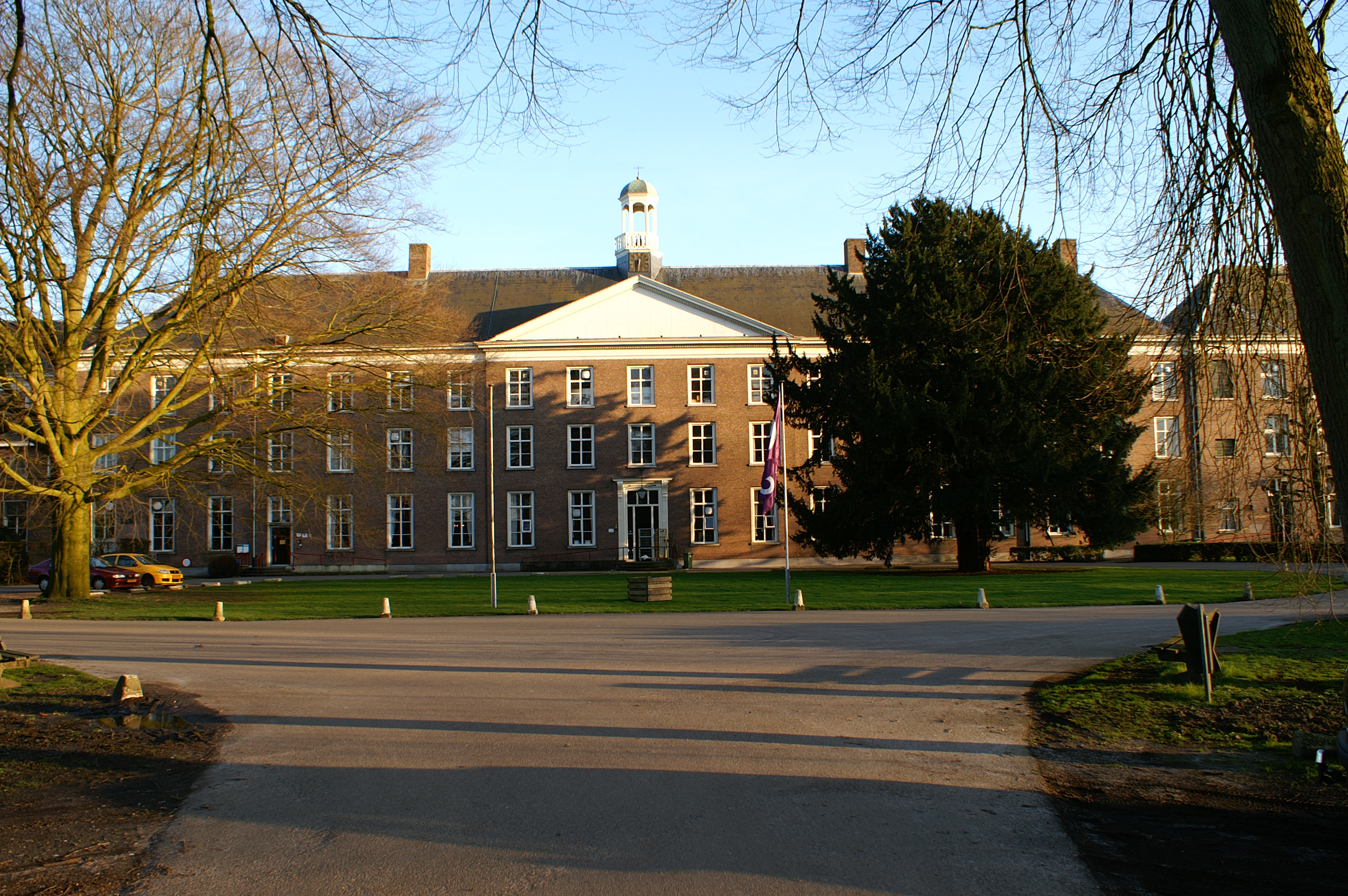
Haarendael in Haaren (Noord-Brabant), voorheen het grootseminarie van Den Bosch, opgericht in 1839

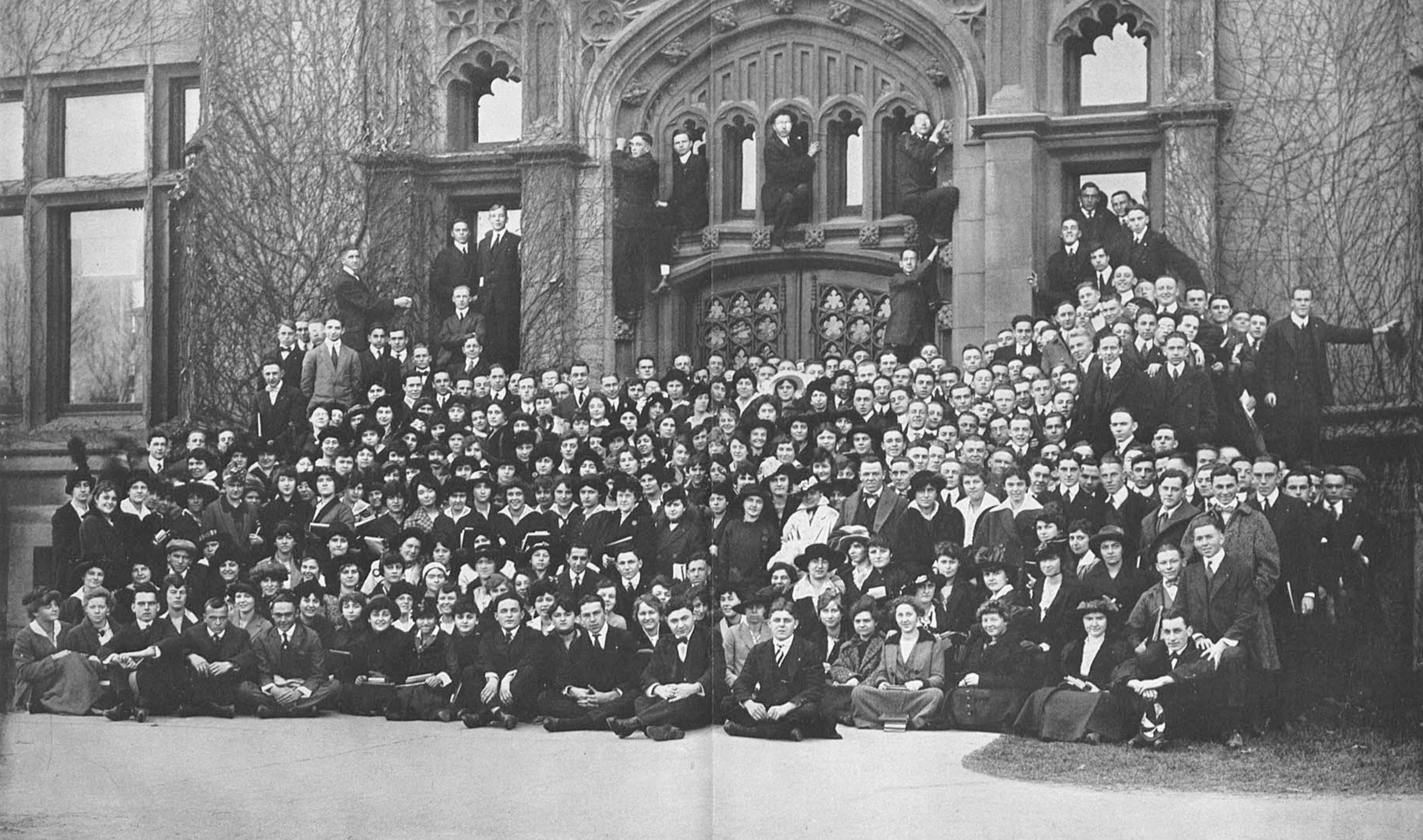
De Loyola-universiteit van Chicago, 1915

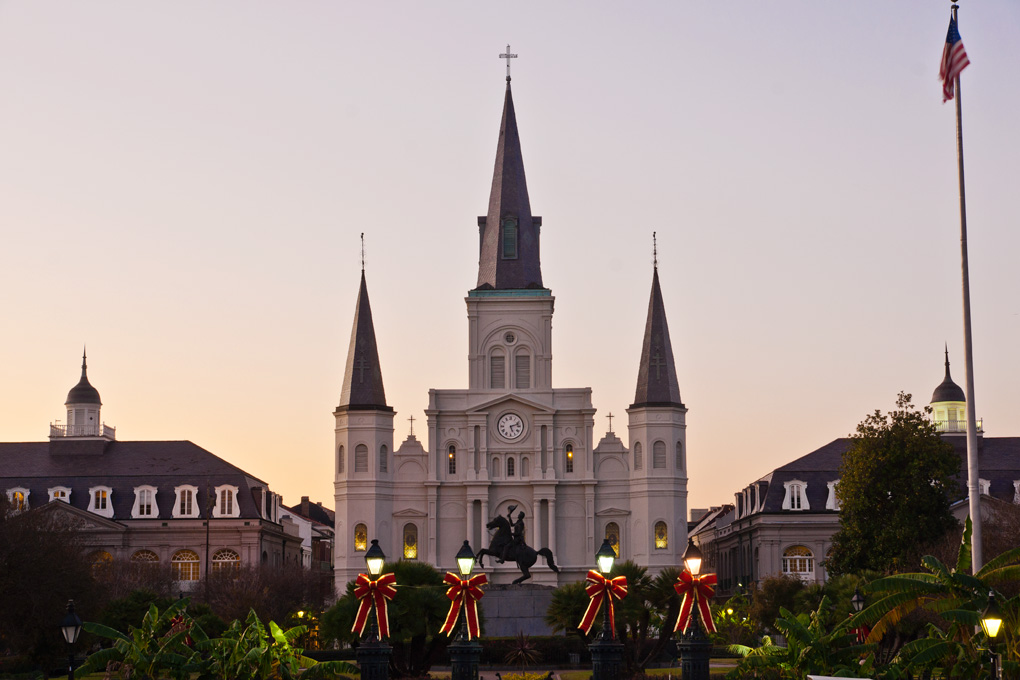
Saint Louis Cathedral, New Orleans

Het Brabants katholiek offensief in de Verenigde Staten (1820 -1870) is een omvangrijke, doelbewuste uitzending van Brabantse missionarissen in de 19e eeuw, die de opbouw en verspreiding van het katholicisme in de Verenigde Staten effectief heeft bevorderd. Het cultuuroffensief kwam tot stand door een nauwe samenwerking van Vlaams/Noord-Brabantse en Noord-Amerikaanse kerkelijke leiders. Aan de basis van dit netwerk stond het seminarie van Leuven. De Brabantse missiepaters concentreerden zich aanvankelijk op de oorspronkelijke bewoners in de VS, na 1850 meer op andere (nieuwe) bevolkingsgroepen.

## Katholiek netwerk
Gedurende de 19e eeuw was Amerika het populairste missieland onder aspirant-missionarissen in het Nederlandse taalgebied. Vanuit Noord-Brabant vertrokken 130 missionarissen naar de VS; méér dan er diezelfde eeuw naar de Nederlandse westelijke koloniën (Nederlandse Antillen en Suriname) gingen. En ook meer dan naar Nederlands-Indië. 
De omvangrijke 'missie onder de indianen' zou nooit tot stand zijn gekomen zonder een hechte samenwerking binnen het voormalig hertogdom Brabant. Het Vlaams/Noord-Brabantse katholieke netwerk had zijn oorsprong in het Leuven van het ancien régime en breidde zich in de Franse tijd via Turnhout en Antwerpen uit naar Breda en Den Bosch. Ook tijdens en na de Belgische Opstand hield dit katholieke bondgenootschap stand. Tegen het eind van de 19e eeuw was de Katholieke Kerk in de Verenigde Staten versterkt en doofde het Brabantse offensief.   

## Sleutelfiguren in het offensief

### Carroll
Kort na de Amerikaanse onafhankelijkheid moest een plan worden gemaakt voor de 'ontluikende' katholieke kerk in de jonge republiek. Vooral de staten Maryland, Pennsylvania en New York telden een groot aantal katholieken. Zij kampten met een tekort aan priesters en een tekort aan middelen. In de Zuidelijke Nederlanden was er juist een overschot aan jonge priesters, met weinig carrièremogelijkheden voor zich. De Amerikaanse missie bood dus perspectief. Uitzending gebeurde op verzoek van kerkelijk leiders in de Verenigde Staten. Onder hen de Amerikaanse priester John Carroll (1735-1815), de eerste bisschop van de Verenigde Staten, die samen met enkele andere Amerikanen zijn priesteropleiding had genoten in de Zuidelijke Nederlanden. Zij wisten hoezeer er priesters in de Nederlanden beschikbaar waren en uit welk hout die gesneden waren. 

### Roothaan
De Brabantse missionering werd vanuit Rome gesteund door de Congregatie voor de Voortplanting des Geloofs, ook wel de Propaganda Fide genaamd. Heel belangrijk in het missie-offensief was de invloed van de religieuze orde der jezuïeten, aangevoerd door de Hollander Jan Roothaan (1785-1853). Roothaan was in 1829 in Rome bevorderd tot algemeen overste van de jezuïeten. Hij spoorde de provinciaal oversten aan zoveel mogelijk priesters uit te zenden naar de VS, net zoals in voorgaande eeuwen honderden missionarissen de conquistadores vergezeld hadden naar Latijns Amerika en de Filipijnen.

### De Nef
Een sleutelfiguur in het Vlaams/Noord-Brabantse verbond was de vermogende Vlaamse zakenman Pieter-Jan de Nef (1774-1844). Zijn private instituut in Turnhout, een soort Latijnse school, had primair als doel Brabantse missionarissen op te leiden 'voor de bekering van onze arme Indianen en Amerikanen'. Arnold Damen, de latere oprichter van de katholieke universiteit te Chicago, volgde hier zijn opleiding. De Nef regelde zelf de fondsen en betaalde de overtocht vanuit Antwerpen. Gemachtigd door Roothaan organiseerde hij in de jaren dertig (dus na de Belgische afscheiding) acht expedities naar Amerika, met een groot contingent aan Nederlanders. De missionarissen konden in de VS gebruik maken van veel kerkelijke benodigdheden die ook massaal verscheept werden uit het oude continent; altaren, beelden, kelken etc. Dezen waren overtollig of afkomstig nog uit kerken en kloosters die door de Fransen gesloten waren.

### De Smet
Het Brabants katholieke offensief begon met de honorering van een oproep om te hulp te schieten bij de 'indianenmissie' van de jezuïeten in Missouri onder leiding van de Vlaming Pieter-Jan De Smet (1801-1873). De Smets' 'indianenverhalen', vol avontuur en romantiek, maakten op velen indruk en hielpen de Amerikaanse missie te ondersteunen. De Smet was een groot mobilisator en rekruteerder van nieuwe missionarissen. Zijn herhaalde bezoeken aan priesteropleidingen in de lage landen hielpen de VS tot meest gewilde bestemming te maken bij aspirant-missionarissen. Door zijn publicaties (m.n. Reizen naar het Rotsgebergte, 1841) en zijn voordrachten was De Smet halverwege de negentiende eeuw een beroemdheid, zowel in katholiek Europa als in VS. 
De seminaristen die De Smet volgden naar de nieuwe wereld zouden later met hun brieven en thuisbezoeken deze propaganda versterken. Ook diverse, speciaal voor de missie opgerichte broederschappen zorgden voor bekendheid en geld in het laatje, zoals de Broederschap van de Heilige Franciscus Xaverius (1830) en het Genootschap van de Heilige Kindsheid (1844).

### Van Gils, Cuyten e.a.
Ook een belangrijke rol in de Brabantse coalitie speelde Antonius van Gils (1758-1834), president van het nieuwe seminarie van Den Bosch. Van Gils had in Leuven gestudeerd. De priesteropleidingen van Den Bosch en Breda volgden de insteek van het Leuvense seminarie, dat uitging van een uniforme en onfeilbare katholieke kerk geleid door een even onfeilbare paus. Deze ideologie van radicaal rooms-katholicisme (ultramontanisme) bestond aan weerszijden van de Atlantische oceaan. 
Van Gils' opvolgers in de Bossche seminaries (Nieuw-Herlaar en Haarendael), Van de Ven en Jacobus Cuyten, continueerden zijn missie-ijver, net zoals de presidenten van het Bredase seminarie (Bovendonk in Hoeven), Van Hooydonk en Van Dijck, dat zouden doen. De door hen afgeleverde missionarissen waren niet alleen orthodox, maar ook zeer gemotiveerd. De Noord-Brabantse katholieke elite voelde een politieke verwantschap en grote solidariteit met de katholieke leiders in de VS die, net als zij, moesten opboksen tegen een hegemonie van protestanten.

## Nieuwe doelgroepen en einde offensief
Tot 1850 was de aandacht van het Brabantse missie-offensief voornamelijk gericht op het kerstenen van de 'wilden' cq 'indianen'. Saint Louis in de staat Missouri was hiervoor -onder aanvoering van De Smet- de uitvalsbasis geweest en zou een belangrijk centrum blijven voor de uitbouw van de katholieke kerk in de VS. Brabantse paters, waaronder Van Quickenborne en Christiaan Hoecken, waren in Saint Louis aanvankelijk in de meerderheid. Vanaf 1840 sloten zich hier ook (gevluchte) confraters uit Italië en Frankrijk bij aan.  
Na 1850 verschoof de nadruk van de missie in de VS naar nieuwe doelgroepen: de nieuwe groepen kolonisten (veelal uit Zuid- en Midden Europa), het bekeren van 'geloofsafvalligen' (protestanten) en de Afro-Amerikanen. De goudkoorts had een grote stroom Europese migranten op gang gebracht. De landverhuizers/kolonisten hadden het gemunt op de vruchtbare gronden van de inheemse volken, wat veel onrust bracht en weinig fiducie bij de laatsten in de Europese god. De katholieke missie ging zich meer en meer richten op de hierboven genoemde andere groepen, de organisatie in de steden en op het onderwijs. 
In 1857 werd in Leuven ter voorbereiding op de Amerikaans missie het American College opgericht. Hier werd onder andere Franciscus Janssens, later bisschop van New Orleans, tot priester gewijd. Dit college kreeg uiteraard geregeld bezoek van tijdelijk teruggekeerde 'Brabantse zonen'.
Tussen 1850 en 1870 waren onder de stroom migranten vijftig Noord-Brabantse missionarissen. Dezen waren bijna allemaal opgeleid in het seminarie te Haaren onder leiding van Jacobus Cuyten (1799-1884). De Belgische -of beter: Brabantse- missionarissen stonden bij de Amerikaanse bisschoppen bekend als zeer betrouwbaar en goed inzetbaar. Zij spraken niet alleen Frans -de voertaal binnen de seminaries- maar konden ook al snel in het Engels en Duits preken en de biecht horen. Dit in tegenstelling tot hun Midden- en Zuid-Europese collega's. 
Na 1870 staken ook vrouwelijke religieuzen de Atlantische oceaan over, zoals bijvoorbeeld de Tilburgse Zusters van Liefde. Maar de personele en financiële hulp vanuit Europa werd ondertussen steeds minder noodzakelijk. Er volgde een periode van consolidering van de missie. Rond de eeuwwisseling was de katholieke kerk het grootste kerkgenootschap in de VS geworden, dat zélf missionarissen uitzond naar andere werelddelen. 

## Fotogalerij

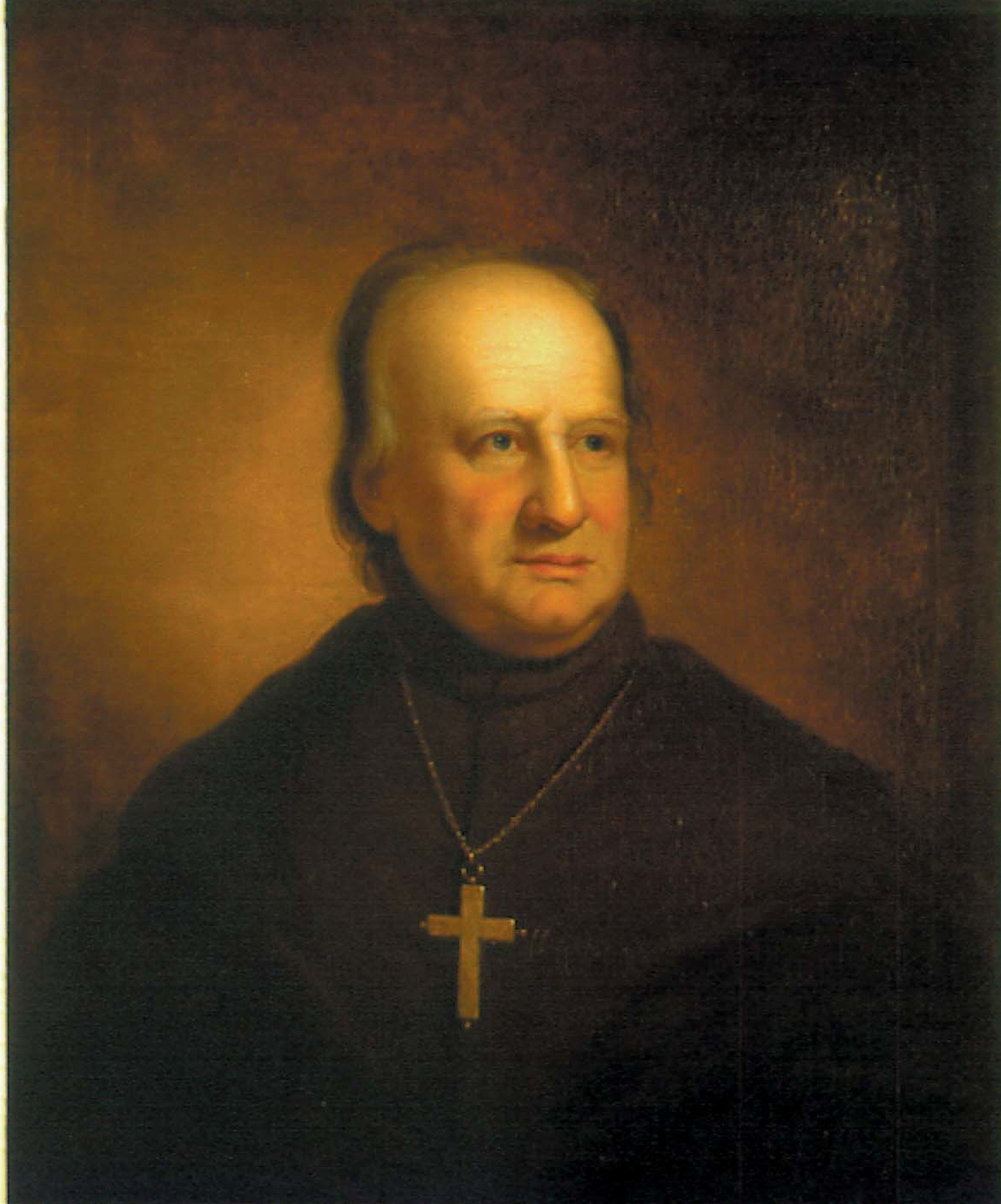
John Carroll
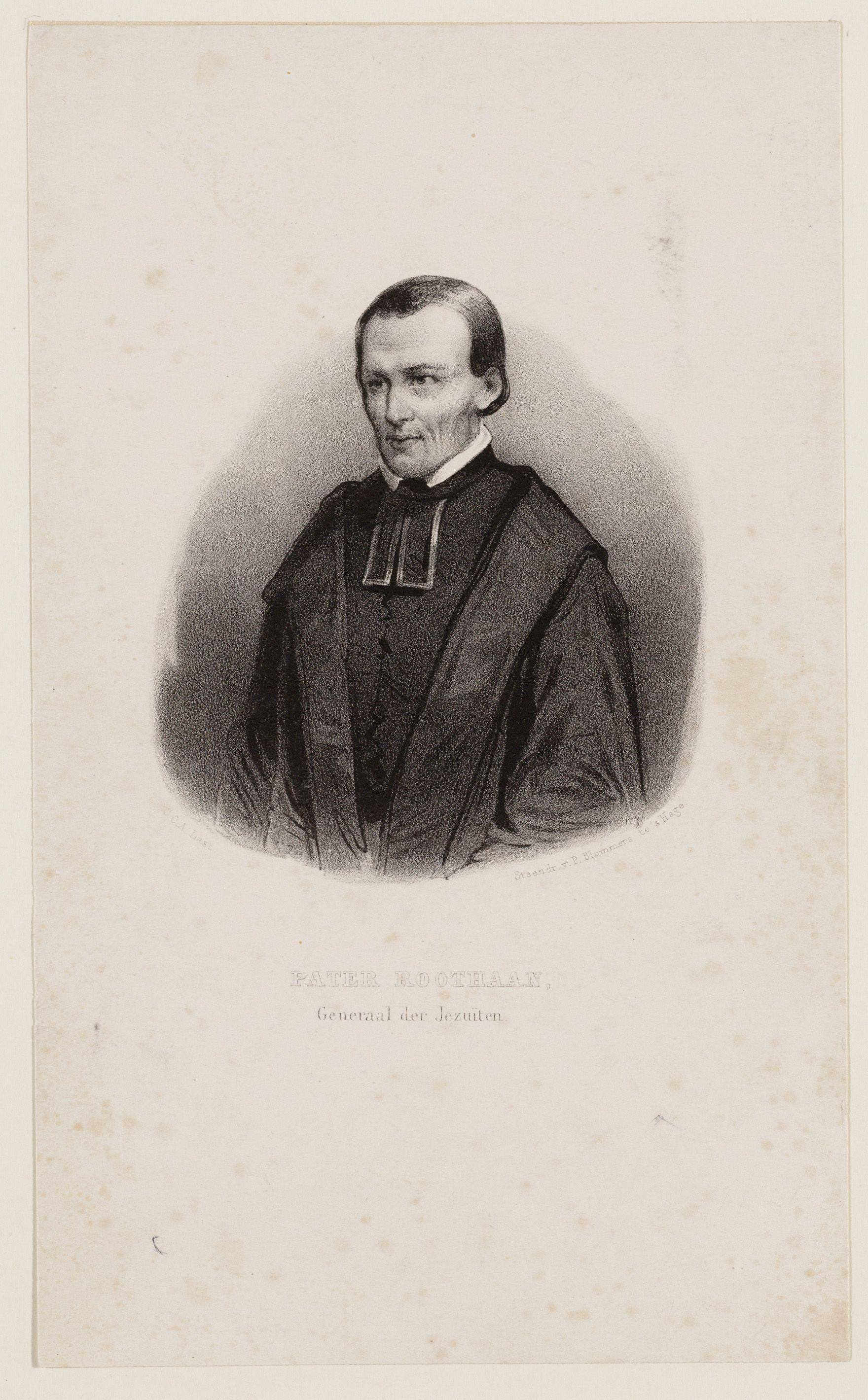
Joannes Roothaan
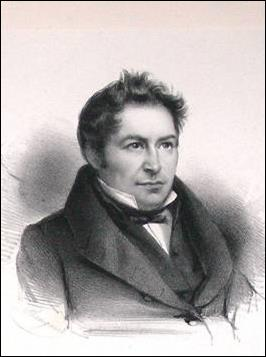
Pieter-Jan de Nef
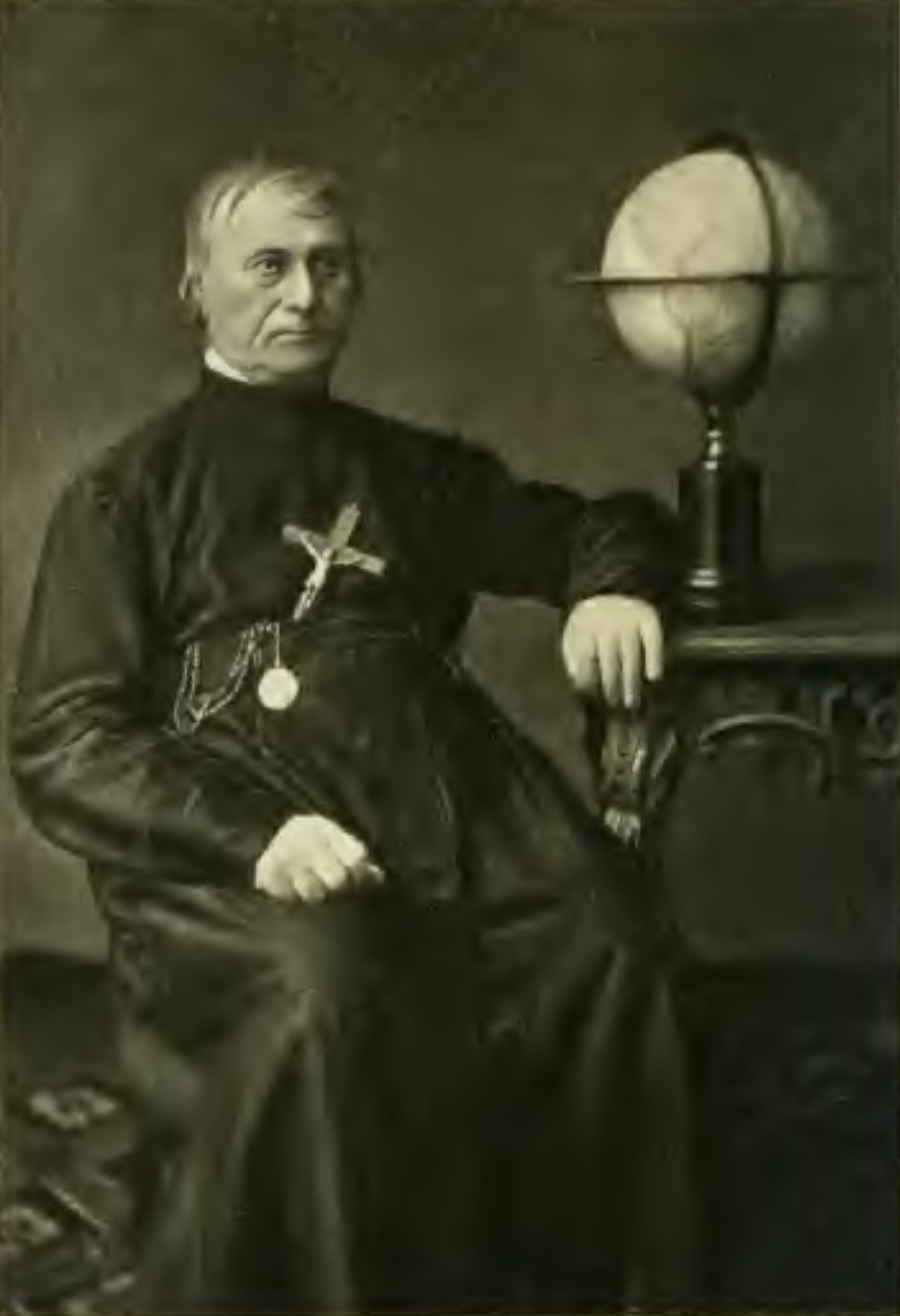
Pieter-Jan de Smet
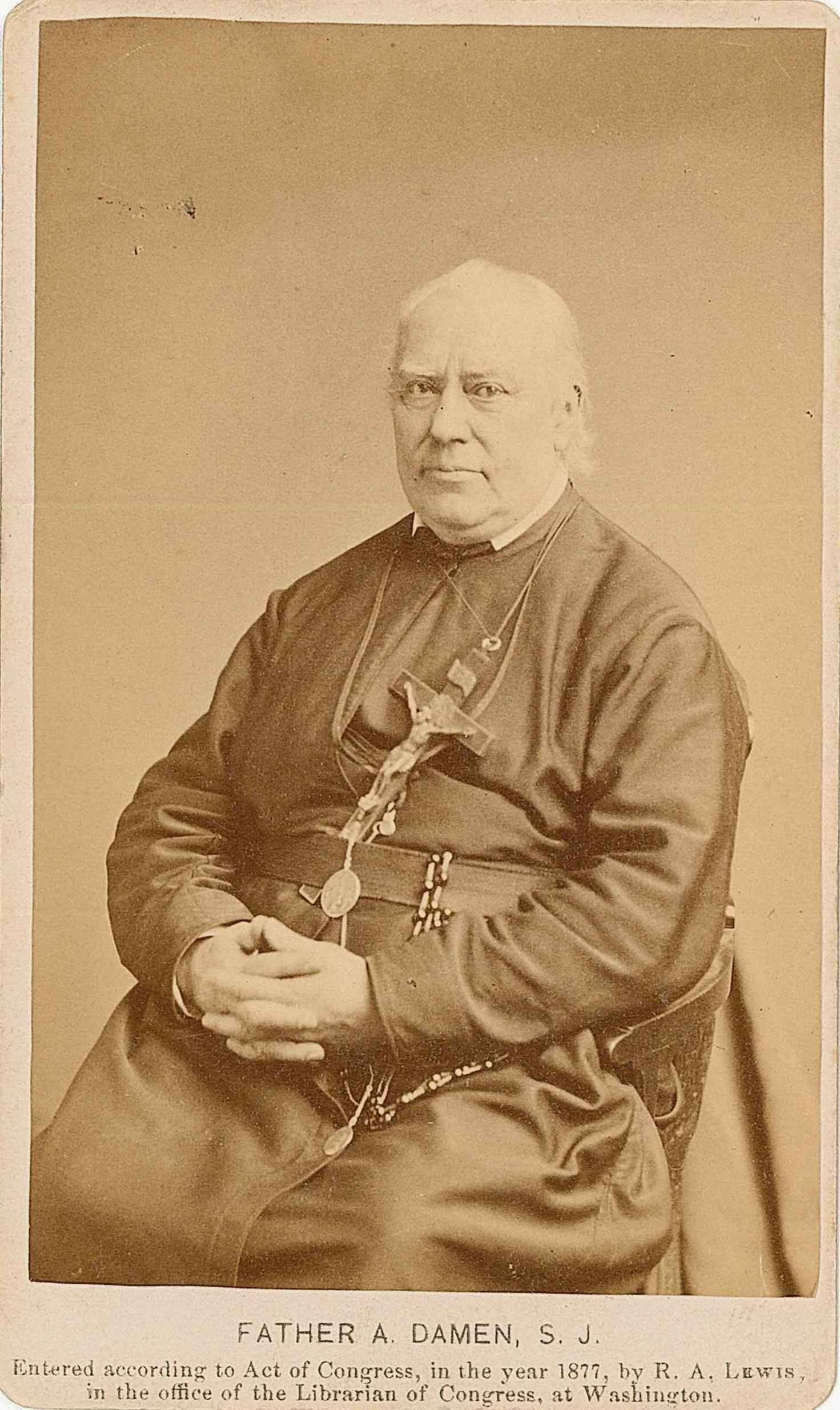
Arnold Damen
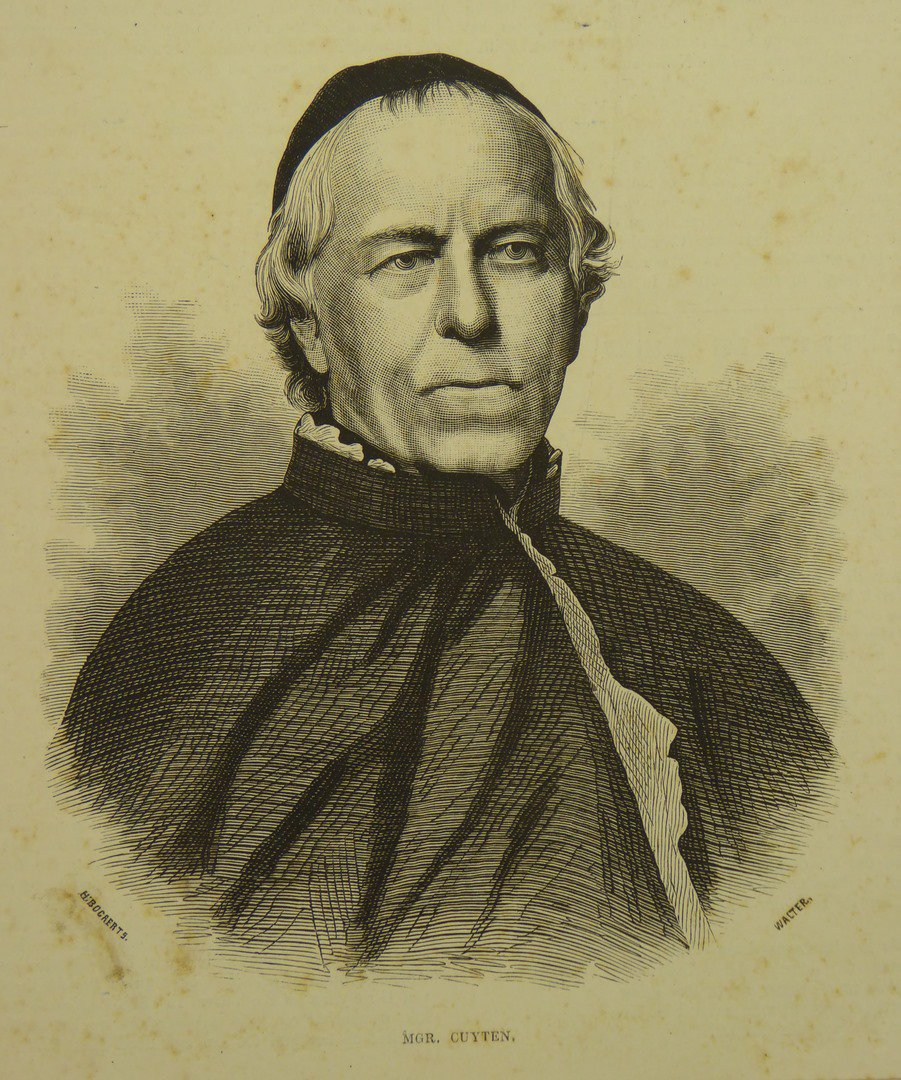
Jacobus Cuyten